# Calixto Méndez
Calixto Méndez Mendoza, semplicemente noto come Calixto (Las Palmas de Gran Canaria, 10 dicembre 1937 – Huelva, 8 febbraio 2015), è stato un allenatore di calcio e calciatore spagnolo, di ruolo difensore.

## Biografia
Nativo delle isole Canarie, mentre il padre era originario di Capo Verde, dopo aver lasciato il calcio giocato si trasferì a Huelva, dove aveva sposato una donna del posto ed in cui è morto nel 2015.

## Caratteristiche tecniche
Calixto iniziò la carriera sportiva come attaccante, poi arretrò sino a divenire terzino sinistro ed a volte come centrocampista difensivo. 
Dotato atleticamente, si distingueva per la sua grinta e forza, a volte però eccessiva.

## Carriera

### Calciatore
Dopo aver giocato in vari club nelle serie inferiori, tra cui l'UD Riffien-Haddú in terza serie durante il suo servizio militare a Ceuta, approdò nella serie cadetta spagnola con il Las Palmas dal 1960 al 1962.
Nella stagione 1962-1963 giocò nella massima serie spagnola con i neo-promossi del Malaga, chiusa al sedicesimo e ultimo posto. Nella sua unica stagione giocata in massima serie, Calixto giocò 18 incontri segnando una rete contro l'Elche. Calixto rimane in forza ai Boquerones anche la stagione seguente, chiusa al nono posto del Gruppo II.
Dopo l'esperienza con il Malaga passa all'Espanyol che lo gira in prestito nella stagione 1964-1965 al CE Europa, sempre in cadetteria, con cui ottiene la permanenza di categoria grazie alla vittore nei play-out contro il Gimnàstic.
La stagione seguente passa al Levante, sempre tra i cadetti, con cui ottiene il quinto posto nel Gruppo II.
Nella Segunda División 1966-1967 è invece in forza al Recreativo Huelva, chiusa all'undicesimo posto del Gruppo II.
Dopo l'esperienza con il club di Huelva, si trasferisce in America per giocare nella NASL, tra le file del Baltimore Bays. Con Bays ottiene il quarto posto della Atlantic Division, non accedendo così alla parte finale del torneo.
Tornato in patria, si unisce all'Algeciras, con cui retrocede in quarta serie al termine della Tercera División de 1969-1970.

### Allenatore
Lasciato il calcio giocato, ha allenato per varie stagioni l'Ayamonte.